# ラッシュ・アンド・キャッシュ
A&Pフィナンシャルは韓国の消費者金融事業を行う会社である。
日立信販（現アエル）
の子会社A&Oインターナショナルが、1999年より韓国に設立したプログレスなど消費者金融7社を母体とする。
2003年9月、親会社のアエルが会社更生法の適用を申請、2004年3月競争入札により在日韓国人3世の崔潤(山本潤)が7社の経営権を獲得した。
2004年5月、Rush & Cashが7社の共通ブランドとして開始、2007年8月に7社の経営は統合された。2008年1月A&Pフィナンシャルと社名を変更した。"A"は"Ace"、"P"は"Professional"より取ったもの。グループ名はAPROフィナシャルグループとした。
2011年、経営破綻した武富士のスポンサーとなったが、消費者金融事業の吸収分割に伴う分割対価を支払わなかったためスポンサー契約を取り消された